# Hohnbeer
Hohnbeer es un festival anual y fiesta popular de Heide (Schleswig-Holstein), al norte de Alemania. Durante tres sábados consecutivos, cerrando la temporada invernal, los vecinos de Heide, amigos y allegados, se reúnen para celebrar la llegada de la primavera según las costumbres locales y comunicándose exclusivamente en bajo alemán (Plattdeutsch).

## Nombre
La palabra Beer, a diferencia de lo que se puede pensar, no significa «cerveza» (Bier en alemán), sino que es la palabra para «festividad» en bajo alemán. Hohn, en el mismo dialecto, significa «gallo» (Hahn en alemán), por lo que el nombre de la fiesta viene a ser «festividad del gallo». 
El gallo ha sido tradicionalmente el centro de atención de la fiesta, simbolizando la libertad y fertilidad, aunque se remonta a una costumbre local un tanto macabra, en la que se encerraba a un gallo vivo en un barril de madera. Los celebrantes arrojaban piedras y palos hacia el barril para destruirlo y, por ende, conceder al gallo su libertad. Si el gallo sobrevivía a esta terrible experiencia, se consideraba una señal de buena suerte y éxito para el año siguiente.

## Historia y tradición
La tradición de Hohnbeer está estrechamente ligada a la historia del propio municipio, y se organiza en torno a sus tres distritos principales (norte, sur y este). Estos distritos, conocidos como Eggen (Egge en singular), se remontan a la Edad Media, aunque la fiesta en sí tiene sus orígenes en el siglo XIX. Los Eggen son mencionados por primera vez en un escrito de 1462, y se sabe que hacia 1560 contaban en total con unos 1500 habitantes repartidos en 240 hogares. Hasta la creación del municipio en 1870, los Eggen eran comunidades rurales separadas que se gestionaban independientemente rigiéndose por los principios de «tierra común» y «trabajo común». El adalid de cada uno era también su jefe de protocolario y contable. Todavía a día de hoy, durante el Hohnbeer los Eggen conservan su autonomía, contando con sus propios comités de organización (aunque coordinados) y hasta con sitios web separados.
A principios del siglo XIX el bajo alemán era la lengua de los pobres y su uso, por lo tanto, no era socialmente aceptable. Esta realidad solo cambió gracias a los trabajos del maestro y poeta Klaus Groth, oriundo de Heide, quien en su obra Quickborn (1852) estableció el bajo alemán como lengua literaria alternativa.
En 1841, los representantes de los tres distritos, apodados «hermanos de los Eggen» (Eggenbrüder), acordaron celebrar las tradiciones locales en un festival, con el fin de promover el sentimiento de unidad entre los lugareños. Los «hermanos» eran el agricultor y célebre fabricante de calzados Peter "Bur" Claußen (distrito sur), el propio Klaus Groth (distrito este) y Andreas Stammer (distrito norte). En lugar de encerrar a un gallo en un barril, se introdujo como costumbre el Bosseln, un juego de bolas popular, muy común en el norte de Alemania, que en los distritos sur y este se juega durante las festividades a lo largo de las calles y caminos. En el distrito norte la costumbre es distinta, lanzando las bolas de Bosseln contra los grifos de madera de los barriles llenos, ganando quienes consiguen abrirlos primeros. El símbolo del festival, de todas formas, adquirió la forma de un gallo de pie encima de un barril, que se ve durante las festividades por todas partes, en dibujos o como figuras de madera o metal.
Durante más de 170 años el Hohnbeer se ha celebrado todos los años en febrero —actualmente teniendo lugar durante tres sábados seguidos—, con el mismo fin que tuvo en sus comienzos, a saber, desarrollar y promover el sentir de comunidad, además de preservar la lengua nativa.

## Actualidad
Como todas las festividades del estado de Schleswig-Holstein durante estas épocas, el Hohnbeer no se celebró en 2021 por la crisis provocada por la pandemia de COVID-19.